# Cheilotrichia (Empeda) crassistyla
Cheilotrichia (Empeda) crassistyla is een tweevleugelige uit de familie steltmuggen (Limoniidae). De soort komt voor in het Oriëntaals gebied.